# Bahnhof Antwerpen-Noorderdokken

Der Bahnhof Antwerpen-Noorderdokken ist ein Bahnhof der NMBS/SNCB im Norden der belgischen Stadt Antwerpen. Er befindet sich an der Bahnlinie Antwerpen–Niederlande. An den vier Bahnsteiggleisen halten ausschließlich Regionalzüge. Die Züge verbinden Antwerpen-Noorderdokken mit Roosendaal, Essen und dem Antwerpener Hauptbahnhof. Zur Hauptverkehrszeit bestehen außerdem Verbindungen nach Aarschot und Boom.
Der Bahnhof befindet sich unterhalb der A12 direkt am Autobahnkreuz Antwerpen-Noord, wo die A1 vom Antwerpener Ring sowie die Schnellfahrstrecke HSL 4 (Schnellfahrstrecke Schiphol–Antwerpen), die dort beginnt, abzweigen.

## Verkehr
Stand: Fahrplanperiode 10. Dezember 2017 bis 8. Dezember 2018
| Linie | Verlauf | Takt Mo–Fr             | Takt Sa, So            |
| ----- | --- | ---------------------- | ---------------------- |
| IC 07 | Charleroi-Sud – Nivelles – Brüssel-Süd – Brüssel-Central – Brüssel-Nord – Mechelen – Antwerpen-Berchem – Antwerpen-Centraal – Antwerpen-Luchtbal – Antwerpen-Noorderdokken | 60 min                 | –                      |
| S 32  | Puurs – Antwerpen-Zuid – Antwerpen-Berchem – Antwerpen-Centraal – Antwerpen-Luchtbal – Antwerpen-Noorderdokken – Essen (– Roosendaal umsteigen in Essen)                   | 30 min nur Puurs–Essen | 60 min nur Puurs–Essen |